# 2011年北海道知事選挙
2011年北海道知事選挙（2011ねんほっかいどう ちじせんきょ）は、北海道の執行機関である北海道知事を選出するため、2011年4月10日に投票が実施された選挙で、第17回統一地方選挙の一環で行われた。

## 概要
北海道知事の任期（4年）が満了したことに伴って行われた選挙である。なお、北海道知事選挙は第1回選挙（1947年）以来一貫して統一地方選挙の日程で実施されている。同時に北海道は、旧社会党とその流れを汲む民主党の勢力が強い地域で、1999年の選挙を除き、常に与野党の候補による一騎討ちの選挙戦となっている。この選挙では自由民主党などが推薦し3選に挑む現職の高橋はるみに、道政奪還を目指す民主党などが推薦する新人の木村俊昭、日本共産党推薦の宮内聡などが挑む構図となった。

## 基礎データ
- 告示日：3月24日
- 投票日：4月10日

## 立候補者
2011年3月24日の立候補者届け出締切までに届け出た立候補者は以下の通りである。
| 候補者名   | 年齢 | 所属党派 | 新旧  | 推薦・支持党派                       | 備考                         |
| ---------- | ---- | -------- | ----- | ------------------------------------ | ---------------------------- |
| 鰹谷忠     | 60   | 無所属   | 新人  |                                      | 前北海道議会副議長           |
| 宮内聡     | 48   | 無所属   | 新人  | （推薦）日本共産党                   |                              |
| 高橋はるみ | 57   | 無所属   | 現職2 | （推薦）自由民主党・公明党           | 北海道知事                   |
| 木村俊昭   | 50   | 無所属   | 新人  | （推薦）民主党・社会民主党・国民新党 | 元農水省企画官、元小樽市職員 |

注：「新旧」欄の現職横の数字は当選回数である。
主要候補者の立候補表明などの経緯
- 高橋はるみ：北海道知事（2期）。1月3日に3選出馬を正式に表明[2]。自由民主党と公明党が推薦を決定[3][4]。
- 木村俊昭：元小樽市職員、元農林水産省政策課企画官。1月16日に出馬表明[5][6]。民主党が推薦を決定[7]。新党大地は民主党に対する不満などから推薦を撤回し、自主投票[8]。
- 宮内聡：日本共産党北海道委員会常任委員。1月28日に出馬表明[9]。前回選挙に続いての出馬。
- 鰹谷忠：前道議会議員（6期）、北海道議会副議長。2010年2月に出馬表明[10]。

## 選挙結果
現職の高橋はるみが、木村俊昭らに圧倒的大差をつけて3選を果たした。投票率は59.64％で過去最低だった1947年選挙に次ぐ戦後2番目の低さであった。
※当日有権者数：4,525,968人 最終投票率：59.46%（前回比：-4.67pts）
| 候補者名   | 年齢 | 所属党派 | 新旧別 | 得票数      | 得票率 | 推薦・支持           |
| ---------- | ---- | -------- | ------ | ----------- | ------ | -------------------- |
| 高橋はるみ | 57   | 無所属   | 現     | 1,848,504票 | 69.44% | 自民・公明推薦       |
| 木村俊昭   | 50   | 無所属   | 新     | 544,319票   | 20.45% | 民主・社民・国民推薦 |
| 宮内聡     | 48   | 無所属   | 新     | 176,544票   | 6.63%  | 共産推薦             |
| 鰹谷忠     | 60   | 無所属   | 新     | 92,491票    | 3.47%  | なし                 |

出典：北海道知事の選挙結果(昭和22年～現在)
当選した高橋の得票は、前回選挙で得た173万8千票台をやや上回る184万8千票台となった。過去、社会党などの推薦を得て当選した横路孝弘が1987年選挙で得た211万票、1991年選挙の205万票に次ぐ3番目の得票である。また自民党支援の知事では、前回選挙で高橋本人が得た得票が過去最高で、今回選挙において記録を自ら更新する結果となった。一方、敗れた木村の得票は54万4千票台に留まり、前回選挙において民主党などの推薦を得て出馬して大敗した荒井聰の98万票を大きく下回った。この結果、民主党は旧社会党時代も含めて過去最低の結果となり、歴史的惨敗を喫した。
地域別でみた場合でも、高橋は全道179市町村全てで他候補を上回る得票を得たが、これは道知事選史上初めてのことであった。また女性知事で3選を果たしたのも全国初で、得票率も69.4％を記録、戦後歴代道知事の中で2番目の高さとなった。